# Siegfried Wünsche
Siegfried "Sissy" Wünsche (Langebrück, 23 juni 1916 - 20 augustus 2000) was een Duits motorcoureur die vooral successen beleefde met motorfietsen van het merk DKW.
Siegfried Wünsche was de zoon van een financieel ambtenaar. Hij interesseerde zich al jong voor techniek en wist ook al snel dat hij motorcoureur wilde worden. Zijn ouders waren daar erg op tegen, maar Siegfried wist ze toch te overtuigen van zijn liefde voor de techniek en na zijn schooltijd ging hij in de leer in verschillende werkplaatsen. Met oude motorfietsen nam hij ook al deel aan wedstrijden. 

## Jaren dertig
Zijn eerste wedstrijd reed hij in 1933 met een DKW Luxus 200 "Blutblase". Toen zijn vader eenmaal overtuigd was van zijn voornemen om coureur te worden, vond hij dat hij het dan ook maar meteen goed moest doen. DKW had voor beginnelingen al een 250cc productieracer gebouwd. Dankzij de financiële kennis van vader Wünsche kwam er geld op tafel om een dergelijke machine te kopen. In 1935 werd die aangeschaft en bij vier wedstrijden (Schleizer Dreieck, Hochwald-Bergrennen, Zittauer Stadtringrennen en de Feldbergrennen in de Taunus) won Siegfried vier keer. Ook in 1936 won hij een aantal wedstrijden en in 1937 kreeg hij van DKW het aanbod om met een fabrieksracer deel te nemen aan de Isle of Man TT. Hij werd meteen vijfde in de Lightweight TT. In 1938 werd hij de jongste Duitse fabriekscoureur en teamgenoot van Walfried Winkler en Ewald Kluge. In zijn eerste jaar als beroepscoureur haalde hij een derde plaats in de 350cc-klasse van het Europees kampioenschap. Dat was in die tijd nog het belangrijkste kampioenschap, want het wereldkampioenschap bestond nog niet. In 1938 won "Sissy" ook de "Großer Bergpreis von Deutschland" op de Großglockner en de Grand Prix van Polen. In de Lightweight TT viel hij uit, maar die werd gewonnen door zijn teamgenoot Ewald Kluge. In 1939 werd hij weer derde in het Europees kampioenschap, maar hij won ook de Grand Prix van Finland en de TT van Assen. Daar had hij meer dan een minuut voorsprong op zijn concurrenten Stanley Woods (Velocette), Ted Mellors (Velocette) en Heiner Fleischmann (DKW). In de Lightweight TT werd hij vijfde. 

## Jaren veertig
Toen onderbrak de Tweede Wereldoorlog de carrière van Siegfried Wünsche en hij kwam pas in 1947 terug uit krijgsgevangenschap. Zijn woonplaats Dresden lag nu in de Sovjet-bezettingszone, evenals de fabriek van DKW. Dat leek even een voordeel, want hij kon de bezetters helpen met het opbouwen van enkele racemachines, maar op een dag waren zowel zijn contactpersonen als de racers verdwenen. Met hulp van zijn moeder, die haar waardevolle spullen verkocht, en van zijn collega's in de fabriek in Zschopau kon Siegfried zijn vooroorlogse DKW weer raceklaar maken. Maar toen de machine klaar was, was al duidelijk dat in het nieuwe Oostblok niets te racen was. In het Westen begon de racerij langzaam weer op gang te komen, en omdat de grens tussen Oost- en West-Duitsland nog niet hermetisch gesloten was, werd de motorfiets bij nacht en ontij naar Kurt Kuhnke in Braunschweig gesmokkeld. Daarmee was het voor Wünsche nog steeds niet mogelijk ook in het Westen te rijden. Om risico's te vermijden had Kuhnke Sissy voor een wedstrijd op de  Schottenring als "Stefan Wagner" ingeschreven. Siegfried Wünsche werd onder die naam derde in de wedstrijd, maar op den duur moest er een betere oplossing komen. Daarom besloot het echtpaar Wünsche in 1949 Dresden te verlaten en naar Ingolstadt te verhuizen. Daar was inmiddels ook de Auto-Union, waarvan DKW deel uitmaakte, neergestreken. Bij de verhuizing had hij veel plezier van zijn contacten bij DKW. Toen zijn moeder de pensioengerechtigde leeftijd bereikte mocht ze naar het Westen verhuizen en zij voegde zich bij Siegfried en zijn echtgenote. Daardoor begon Wünsche zeer gemotiveerd aan het seizoen 1949, als privérijder met een gekochte DKW SS 350. De Duitsers waren voorlopig nog uitgesloten van deelname aan internationale wedstrijden, maar Siegfried Wünsche won wedstrijden in Freiburg, Hamburg, Hof en in de Eifelpokal werd hij voor het eerst Duits kampioen in de 350cc-klasse. 

## Jaren vijftig
In 1950 organiseerden Oost- en West-Duitsland een gezamenlijk kampioenschap. Op de Oost-Duitse Sachsenring kwamen alleen al op de zondag 400.000 toeschouwers en ook het Schleizer Dreieck in Thüringen haalde een toeschouwersrecord. Siegfried Wünsche reisde er enigszins ongerust naartoe. Hij had inmiddels een West-Duits paspoort, maar bleef uiteindelijk toch een vluchteling. Er gebeurde niets, en Wünsche won in dat seizoen zeven wedstrijden. Hij was semi-fabrieksrijder; hij reed met een DKW SS 350 productieracer, maar kreeg wel ondersteuning van de DKW-fabriek. Meer kon DKW ook nog niet doen, want hij bedrijf had zijn activa in Oost-Duitsland achtergelaten en was feitelijk nog in opbouw. Wünsche werd in het Duits kampioenschap tweede achter Heiner Fleischmann met een NSU. In 1951 had DKW weer een volwaardig fabrieksteam, maar voor Siegfried Wünsche verliep het seizoen niet erg succesvol. Hij wist wél zijn thuiswedstrijd, de Donauringrennen in Ingolstadt, te winnen. In 1952 mocht Duitsland weer deelnemen aan internationale wedstrijden, en dat was extra belangrijk omdat inmiddels het wereldkampioenschap wegrace was ingesteld. Siegfried Wünsche startte in de 250- en de 350cc-klasse. In het Duitse kampioenschap werd hij in de 350cc-klasse vijfde, in het wereldkampioenschap werd hij in de Grand Prix van Duitsland elfde met een BMW en in de Grand Prix van Spanje zevende met een DKW. Hij won de "Skanelappet TT" in Kristianstad (Zweden). In die tijd was de Isle of Man TT nog steeds de belangrijkste wedstrijd van het jaar, en Siegfried Wünsche hield van de uitdagende, 60 km lange Snaefell Mountain Course. In 1953 haalde hij met een 250cc DKW de derde plaats in de Lightweight TT, terwijl hij in de 350cc Junior TT uitviel. In dat jaar werd hij in de 250cc-machine tweede in het Duitse kampioenschap achter Hermann Gablenz, maar in de 350cc-klasse werd hij voor de tweede keer Duits kampioen. Hij reed toen ook veel heuvelklimwedstrijden, en daarin won hij in Schauinsland met een tijd die zelfs sneller was dan die van de 500cc-machines. In 1954 was Siegfried Wünsche inmiddels 38 jaar oud. Hij werd derde in de 350cc-klasse van de Grand Prix van België in Spa-Francorchamps en won voor de derde keer in Kristianstad. In 1955 reed Siegfried Wünsche zijn laatste seizoen. Er waren inmiddels nieuwe talenten bij DKW in dienst gekomen, zoals August "Gustl" Hobl, Hans Bartl en Karl Hoffmann. Zijn vriend Ewald Kluge had zijn carrière noodgedwongen beëindigd en de DKW's hadden als enige tweetaktmerk nooit tot grote resultaten kunnen komen. De beste Duitse resultaten werden door Werner Haas met zijn viertakt NSU behaald. Toch werd Wünsche nog tweede in het Duitse kampioenschap en dertiende in het wereldkampioenschap 125cc dankzij de vijfde plaats bij de Grand Prix des Nations in Monza.
Na zijn carrière had Siegfried Wünsche vooral van enkele zaken spijt; op de eerste plaats dat hij niet naar zijn vader had geluisterd en een behoorlijk beroep geleerd had, op de tweede plaats dat hij een aangeboden functie bij de Auto-Union niet had aangenomen. Daarmee had men hem willen danken voor zijn jarenlange trouw aan het merk DKW.
Hij kreeg slechte raad van "vrienden" om zijn bekendheid te gelde te maken en opende een tankstation aan de Bodensee, terwijl de meeste inwoners liever in Zwitserland gingen tanken omdat de benzine daar veel goedkoper was. Daarna begon hij een autorijschool en een klein hotel, maar beide projecten mislukten. Uiteindelijk ging hij tot aan zijn pensioen bij een warenhuis werken. Hij bleef altijd een grote fan van de Isle of Man TT, en wanneer hij kon bezocht hij de wedstrijden en hij was trots als hij werd uitgenodigd om demonstratieronden met zijn geliefde DKW te rijden. Ook bleef hij bevriend met zijn teamgenoten August Hobl en Rudi Felgenheier.
Op 20 augustus 2000 overleed Siegfried Wünsche op 84-jarige leeftijd. Zijn eerste vrouw was al vroeg gestorven en ook zijn tweede vrouw overleefde hem slechts kort.
Zijn as werd volgens zijn wens in de Bodensee uitgestrooid, maar aan de Zwitserse kant, omdat dat in Duitsland toen nog verboden was.

## Wereldkampioenschap wegrace resultaten
| Jaar | Klasse | Team  | Motorfiets | 1       | 2     | 3     | 4     | 5      | 6     | 7     | 8     | 9       | Punten | Plaats | Overwinningen |                                                | Wereldkampioen |
| ---- | ------ | ----- | ---------- | ------- | ----- | ----- | ----- | ------ | ----- | ----- | ----- | ------- | ------ | ------ | ------------- | ---------------------------------------------- | -------------- |
| 1952 | 500 cc | Privé | BMW        | ZWI -   | IOM - | NED - | BEL - | DUI 11 | ULS - | NAT - |       |         | -      | -      | 0             | Umberto Masetti, Gilera 500 4C                 |                |
| 1952 | 500 cc | Privé | DKW        |         |       |       |       |        |       |       | SPA 7 |         | -      | -      | 0             | Umberto Masetti, Gilera 500 4C                 |                |
| 1953 | 250 cc | DKW   | DKW RM 250 | IOM 3   | NED 5 |       | DUI - |        | ULS - | ZWI - | NAT - | SPA DNF | 6      | 7e     | 0             | Werner Haas, NSU Rennmax                       |                |
| 1953 | 350 cc | DKW   | DKW RM 350 | IOM DNF | NED - | BEL - | DUI - | FRA -  | ULS - | ZWI - | NAT - |         | 0      | -      | 0             | Fergus Anderson, Moto Guzzi Monocilindrica 350 |                |
| 1953 | 500 cc | DKW   | DKW        | IOM -   | NED - | BEL - | DUI - | FRA -  | ULS - | ZWI - | NAT - | SPA 12  | 0      | -      | 0             | Geoff Duke, Gilera 500 4C                      |                |
| 1954 | 350 cc | DKW   | DKW RM 350 | FRA -   | IOM - | ULS - | BEL 3 | NED -  | DUI - | ZWI - | NAT - | SPA -   | 4      | 14e    | 0             | Fergus Anderson, Moto Guzzi Monocilindrica 350 |                |
| 1955 | 125 cc | DKW   | DKW 125    | SPA -   | FRA - | IOM - | DUI - |        | NED - |       | NAT 5 |         | 2      | 13e    | 0             | Carlo Ubbiali, MV Agusta 125 Bialbero          |                |
| 1955 | 350 cc | DKW   | DKW RM 350 |         | FRA - | IOM - | DUI - | BEL -  | NED 8 | ULS - | NAT 8 |         | 0      | -      | 0             | Bill Lomas, Moto Guzzi Monocilindrica 350      |                |

## Isle of Man TT resultaten
| Jaar | Klasse                | Team | Motorfiets | Plaats | Punten |                                          | Winnaar |
| ---- | --------------------- | ---- | ---------- | ------ | ------ | ---------------------------------------- | ------- |
| 1937 | Lightweight TT        | DKW  | DKW US 250 | 5      | NVT    | Omobono Tenni, Moto Guzzi Monoalbero 250 |         |
| 1938 | Lightweight TT        | DKW  | DKW US 250 | DNF    | NVT    | Ewald Kluge, DKW US 250                  |         |
| 1939 | Lightweight TT        | DKW  | DKW US 250 | 5      | NVT    | Ted Mellors, Benelli 250                 |         |
| 1939 | Junior TT             | DKW  | DKW SS 350 | 6      | NVT    | Stanley Woods, Velocette KTT Mk VIII     |         |
| 1953 | Lightweight 250 cc TT | DKW  | DWK RM 250 | 3      | 4      | Fergus Anderson, Moto Guzzi Bialbero 250 |         |
| 1953 | Junior TT             | DKW  | DKW RM 350 | DNF    | 0      | Ray Amm, Norton 40M                      |         |